# Marise Payne

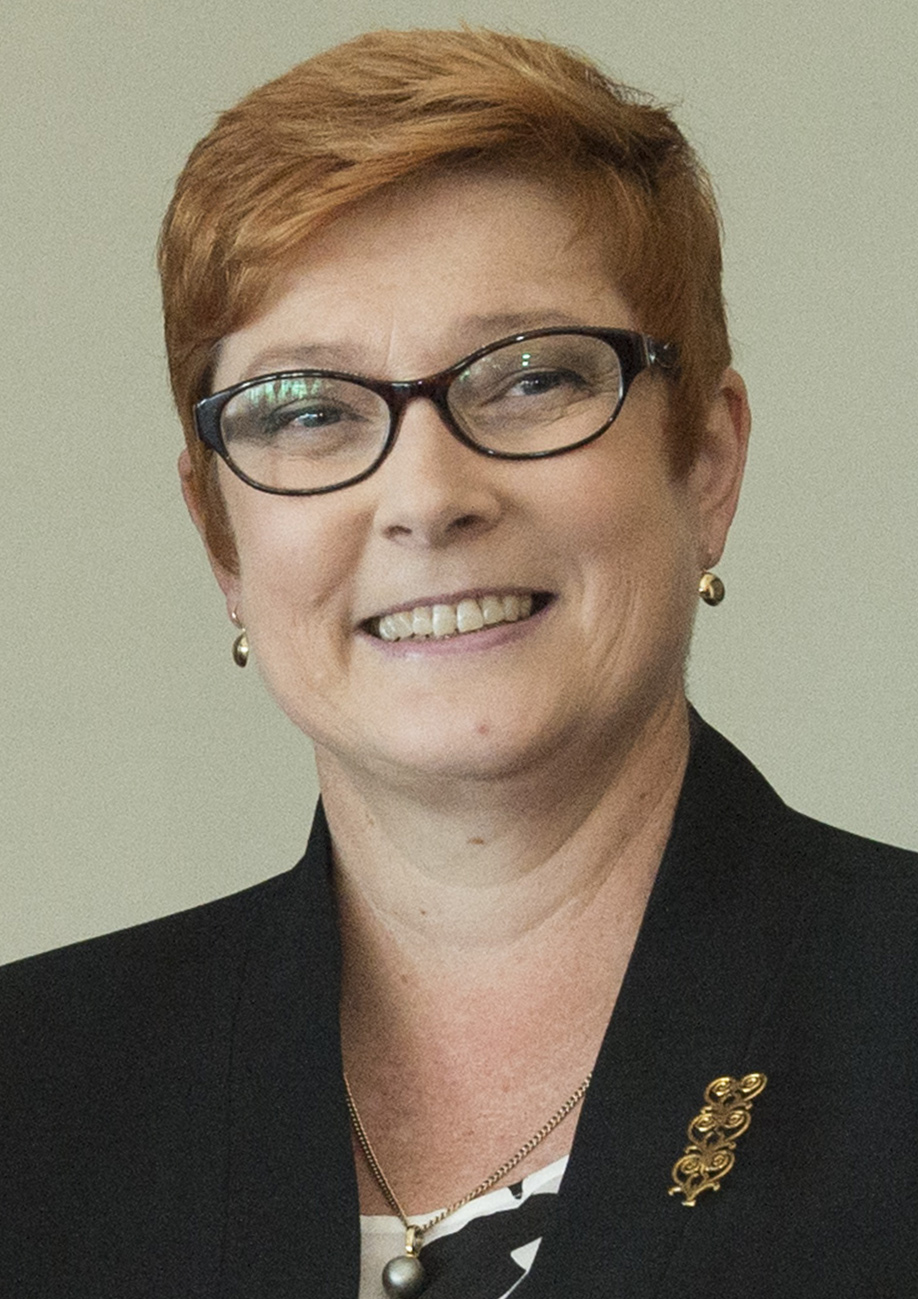
Marise Payne im Oktober 2015

Marise Payne (* 29. Juli 1964 in Sydney) ist eine australische Politikerin der Liberal Party of Australia und seit dem 28. August 2018 Außenministerin im Kabinett Scott Morrisons.

## Leben
Marise Payne studierte nach dem Schulabschluss an der University of New South Wales und schloss mit dem Bachelor of Arts und Laws ab. Nach Beratertätigkeiten für verschiedene liberale Politiker war sie in der Finanzwirtschaft als Beraterin für öffentliche Angelegenheiten beschäftigt.
Bereits seit 1982 gehört sie der Liberal Party of Australia an, deren Jugendorganisation Young Liberal Movement of Australia sie in den Jahren 1987 bis 1988 in New South Wales vorstand. Von 1989 bis 1991 war sie Präsidentin der Jugendorganisation für ganz Australien.
Im April 1997 rückte sie für den Staat New South Wales in den Australischen Senat nach. Bei den Senatswahlen in den Jahren 2001, 2007, 2013 und 2016 verteidigte sie jeweils ihr Mandat.
Premierminister Tony Abbott berief sie im September 2013 als Ministerin für Gesundheit und Soziales (Minister for Human Services) in sein Kabinett. Unter Abbotts Nachfolger Malcolm Turnbull wurde sie 2015 als erste Frau Verteidigungsministerin Australiens. Dieses Amt übt sie auch nach den Wahlen vom Juli 2016 im zweiten Kabinett Turnbulls aus. Nach der Wahl von Scott Morrison zum australischen Premierminister am 24. August 2018 blieb Payne noch bis zum 28. August als Verteidigungsministerin im Amt und wechselte daraufhin ins Amt der Außenministerin, wo sie Julie Bishop, die zwei Tage zuvor ihren Rücktritt bekanntgegeben hatte, beerbte. Ihr Nachfolger als Verteidigungsminister wurde Christopher Pyne.

## Privates
Payne ist mit dem 16 Jahre jüngeren Politiker Stuart Ayres, Handelsminister des Staates New South Wales, liiert und lebt in Mulgoa, Penrith City.